# Кызыл-Тайга
Кызыл-Тайга — священная гора в Туве, самая высокая горная вершина Западного Саяна, высота 3121 м. Название горы происходит от тувинского кызыл — красный и тайга — гора, покрытая лесом.
Гора Кызыл-Тайга расположена в истоках реки Ак-Суг, к югу от Главного (Водораздельного) хребта. Гора сложена метаморфизованными песчаниками, алевролитами и конгломератами, со следами оледенения (кары, троги). Растительность на склонах Кызыл-Тайги включает такие виды как: мак ложносероватый, лиственница сибирская.